# پل دوبوک
پل دوبوک (فرانسوی: Paul Duboc‎; ۲ آوریل ۱۸۸۴ – ۱۹ اوت ۱۹۴۱) دوچرخه‌سوار اهل فرانسه بود.